# 3 A.M. – Drei Stunden nach Mitternacht
3 A.M. – 3 Stunden nach Mitternacht ist ein US-amerikanischer Kriminalfilm aus dem Jahr 2001, der von Lee Davis geschrieben und inszeniert wurde und in dem Danny Glover, Pam Grier, Sergej Trifunović und Michelle Rodriguez die Hauptrollen spielen. Es ist der erste Film, der von Lee Davis, einem Schützling des Regisseurs Spike Lee, geschrieben und inszeniert wurde. Der Film folgt dem Leben mehrerer New Yorker Taxifahrer.

## Handlung
Die New Yorker Taxifahrer Hershey, Rasha und Salgado arbeiten alle für dasselbe Unternehmen. Ihr Chef, bekannt als Box, warnt Rasha, dass sie ihn entlassen wird, wenn er erneut einen Unfall hat. Er verursacht zwei Unfälle und ist überzeugt, beim zweiten einen Jungen getötet zu haben. Mit Hilfe von Hershey und Cathy, einer Masseuse und Prostituierten, die er oft besucht, flieht er zurück in seine Heimat Bosnien und Herzegowina, obwohl er dort nur knapp dem Tod entging und einige seiner Verwandten getötet wurden. Kurz bevor er die USA verlässt, liest er in der Zeitung, dass der Junge überlebt hat.
Nach einer gescheiterten Ehe zögert Hershey, sich an seine Freundin George zu binden. Sie wiederum befürchtet, dass er das nächste Opfer eines Taximörders werden könnte, der bereits elf Taxifahrer ermordet hat.
Salgado wurde im Alter von 12 Jahren zur Prostitution gezwungen. Sie war traumatisiert und tötete ihren ersten Kunden. Jetzt glaubt sie, dass ihr Passagier einen Schutzteufel hat, der hinter ihr her ist, und erschießt ihn, obwohl er um sein Leben bettelt.
Während Hershey Rasha zum Flughafen fährt, treffen sie Salgado, dessen Taxi eine Panne hat. Sie helfen ihr, ohne zu wissen, dass sie gerade die Leiche ihres Passagiers entsorgt hat. Ohne es zu merken, lässt sie ihre Waffe in Hersheys Taxi fallen.
Hershey wird vom Taximörder mit vorgehaltener Waffe festgehalten und tötet ihn mit Salgados Waffe. Er macht George einen Heiratsantrag und sie sagt ihm, er solle sie in der folgenden Woche noch einmal fragen.
Box, die versucht, bei ihrer Bank einen Kredit zu bekommen, damit ihr Unternehmen weiter bestehen kann, schafft es mit Hilfe ihres Bruders, der für die Bank arbeitet, diesen zu bekommen.

## Hintergrund
Die Premiere erfolgte am 26. Januar 2001 auf dem Sundance Film Festival in den USA. Auf DVD erschien der Film am 23. Juni 2004 in Deutschland. Am 20. Januar 2013 lief der Film auf dem Pay-TV: 13th Street Universal Kanal.